# Vochysia kosnipatae
Vochysia kosnipatae är en tvåhjärtbladig växtart som beskrevs av Huamantupa. Vochysia kosnipatae ingår i släktet Vochysia och familjen Vochysiaceae. Inga underarter finns listade i Catalogue of Life.